# Копривнички Бреги
Копривнички Бреги су насељено место и седиште општине у Копривничко-крижевачкој жупанији, Република Хрватска.

## Историја
До територијалне реорганизације у Хрватској налазили су се у саставу бивше велике општине Копривница.

## Становништво
На попису становништва 2011. године, општина Копривнички Бреги је имала 2.381 становника, од чега у самим Копривничким Брегима 1.341.

## Попис1991.
На попису становништва 1991. године, насељено место Копривнички Бреги је имало 1.760 становника, следећег националног састава:
| Попис 1991.‍   | Попис 1991.‍  | Попис 1991.‍ | Попис 1991.‍ | Попис 1991.‍ |
| ------------- | ------------ | ----------- | ----------- | ----------- |
|               |              |             |             |             |
| Хрвати        | Хрвати       |             | 1.685       | 95,73%      |
| Роми          | Роми         |             | 38          | 2,15%       |
| Срби          | Срби         |             | 11          | 0,62%       |
| Словенци      | Словенци     |             | 6           | 0,34%       |
| Југословени   | Југословени  |             | 4           | 0,22%       |
| Украјинци     | Украјинци    |             | 1           | 0,05%       |
| неопредељени  | неопредељени |             | 9           | 0,51%       |
| непознато     | непознато    |             | 6           | 0,34%       |
| укупно: 1.760 |              |             |             |             |